# Sekularizace

Mapa zemí s deklarovaným státním náboženstvím (2010).
Křesťanství
Islám
Buddhismus

Sekularizace (z lat. saeculum, „tento věk, svět“ a saecularis, „světský“) je zesvětštění či odnáboženštění, obecně potlačení vlivu náboženství a jeho institucí. Podle Maxe Webera a dalších je jedním z důsledků „odkouzlení světa“, modernizace a racionalizace společnosti. Znaky této tendence lze nalézt již v antice, v pozdním středověku a zejména v období reformace, renesance a osvícenství.
V historicko-právním významu znamená zabrání církevní půdy a majetku světskou mocí, v sociologickém smyslu může znamenat přebírání dříve církevních kompetencí (zdravotnictví, školství) nebo náboženských hodnot (lidská práva) státem.

## Definice
John Sommerville definoval šest různých významů sekularizace dle vědeckých oblastí, ve kterých byl tento pojem použit.
1. Makrosociální struktury – pojem odkazuje na diferenciaci (proces, ve kterém se ekonomické, společenské, politické, právní a morální aspekty specializují a oddělují se jeden od druhého).
2. Jednotlivé instituce – sekularizace může také popisovat jev, při kterém se náboženské instituce transformují na instituce světské. Jedním z dobrých příkladů je klesající vliv církve na vysokých školách.
3. Sociální činnost – odkazuje na přenos sociálních činností z náboženských na vládní instituce, např. poskytování sociálních služeb.
4. Způsob myšlení – odkazuje na posun v hodnocení našich činů z konečných důsledků na důsledky bližší současnosti. Např. přehodnocení našeho činu na základě jeho důsledku v relativně blízké budoucnosti a ne na základě jeho důsledku v posmrtném životě.
5. Lidské masy – odkazuje na hromadné společenské odmítání náboženství na různých stupních pobožnosti.
6. Náboženství – pojem sekularizace je používán v obecném smyslu slova náboženství bez odkazu na konkrétní víru. (Pokud chceme odkázat na konkrétní náboženství, musíme přidat přídavné jméno, např. křesťanská, muslimská atd.)

V průběhu 19. století se postupně krystalizuje širší pojetí slova sekularizace, používaného nejprve metaforicky pro fenomén vyvazování jednotlivých sfér lidské činnosti, kulturních a organizačních forem z vazby na církev.

## Původ slova
Latinské saecularisatio vzniklé z přídavného jména saecularis („světský“) vycházejícího ze slova saec(u)lum, doslova „věk, pokolení; svět“, znamenalo původně změnu, kdy osoba přecházela ze stavu mnišského do stavu světského duchovního. V pozdním středověku se obsah pojmu rozšířil, sekularizace znamenala také využití církevního zboží pro potřeby světské moci (válečné apod.). Za rozhodující zlom v oficiálním používání pojmu bývá považován vestfálský mír (1648), v jeho formulaci bylo slovo sekularizace použito pro stvrzení záborů církevních majetků ze strany protestantských knížat.
Odtud se již kontinuálně rozvíjel význam, který má slovo sekularizace dodnes v právním jazyce, tedy proces a akt zrušení nějakého církevního majetku a/či jeho vyvlastnění.

## Historie
Slovo pochází z právní oblasti, kde může znamenat:
- převedení majetku církve do rukou státu nebo soukromých majitelů;
- zrušení kostela nebo kláštera a použití budovy ke světským účelům;
- přechod osoby z duchovního stavu do laického.

Sekularizace velikého majetku církve začala v pozdním středověku, a to buď násilnou revolucí, jako například v husitství, nebo prohlášením, že (místní) církev je ve světských záležitostech podřízena panovníkovi a její majetek tudíž patří jemu. Tak probíhala sekularizace v reformaci a spory o tento výklad Majestátu císaře Rudolfa II. (1609) byly jednou z příčin Stavovského povstání roku 1618. V Rakousku byla tato sekularizace dovršena za císaře Josefa II. koncem 18. století.
Pod dojmem občanských válek s náboženskými motivy, které zpustošily velkou část Evropy v 16. a 17. století, se v politické teorii začala prosazovat myšlenka, že náboženství a církve se musí z veřejného života stáhnout, že na veřejnosti musí platit náboženská tolerance a že panovníci a státy se musí vzdát náboženských funkcí a podpory církví. K tomu na evropském kontinentě došlo zčásti v revolucích (Francie, Španělsko, Itálie, Rusko aj.), zčásti pokojným vývojem. V některých zemích (Velká Británie, Švédsko) zůstala vazba na státní církev formálně zachována, ve skutečnosti se však sekularizace prosadila i tam.

## Projevy sekularizace
- Převod církevního majetku do světské správy – hlavně v průběhu 18. a 19. století.
- Zmenšení politického a sociálního vlivu církve – snížení vlivu náboženského učení na obyvatelstvo.
- Oproštění životního stylu od náboženských představ – desakralizace, odmytizování a demystifikace všech jevů a procesů v běžném životě.[3]

## Teorie sekularizace
Po druhé světové válce ztratilo náboženství své centrální postavení v sociologické teorii. Důvodem byl předpoklad, že náboženství jako takové ztrácí význam ve společnosti a že už bylo dostatečně prozkoumáno klasickými sociologickými teoriemi, případně teorií strukturálního funkcionalismu Talcotta Parsonse (1902–1979). Hlavní myšlenku tehdejší sekularizační teze popisuje Peter L. Berger takto: „...modernizace nezbytně vede k úpadku náboženské víry, a to jak v rámci společnosti, tak i v myslích jednotlivců.“
V USA se ovšem v 60. letech objevila řada nových církví, z nichž některé se po čase začaly poměrně výrazně politicky projevovat. Tím se panující paradigma ukázalo jako ne zcela vyhovující a začala se formovat jiná paradigmata. Peter L. Berger, sám zpočátku velký zastánce teorie sekularizace, v roce 1997 napsal: „... nelze pochybovat o tom, že v různých částech světa (zejména na Západě, odkud tento pohled vzešel) se něco jako sekularizace odehrávalo a odehrává, a že tento proces je úzce spojen s vývojem modernizace, popřípadě se změnami, k nimž díky vědě a technice v životě došlo.“
Moderní výzkum ukazuje, že sekularizace předchází ekonomickému růstu. Podobný názor měl již Max Weber.

## Sekularizace v sociologii
V současné době většina sociologů náboženství teorii sekularizace společnosti buď zcela odmítá, nebo přijímá jen některé její aspekty.
Pro sociologii je jedním z nejdůležitějších témat sekularizace pojem diferenciace. Ten označuje proces, během kterého se jednotlivé skupiny uvnitř společnosti stávají rozdílnými a více specializovanými. Tento proces probíhá zejména v souvislosti s modernizací, která je úzce spojena se ztrátou vlivu náboženství. Představitelé evropské sociologie (ovlivňované antropologií) se zajímali především o vývoj a změny ve společnostech a jejich přeměny ze společností primitivních na společnosti pokročilého typu. Ve Spojených státech byl kladen větší důraz na jednotlivé aspekty tohoto vývoje. Podle teorie Talcotta Parsonse je společnost pod tlakem neustále se zvyšující diferenciace, na kterou nahlíží jako na proces nahrazování „starých“ monolitických institucí více institucemi novými, více diferenciovanými.

## Sekularizace ve světě
Míra sekularizace se v různých geografických oblastech liší. Evropa se proti ostatním částem světa vyznačuje vysokou mírou nenáboženskosti a pasivním přístupem náboženství. Odcírkevnění společnosti je patrné zejména v západní Evropě. Naopak mezi typicky neodcírkevněné oblasti s aktivním přístupem k náboženství patří například státy severní a jižní Ameriky (vyjma Kanady, která se přístupem k náboženství přibližuje západní Evropě), dále subsaharská Afrika, Filipíny či Jižní Korea.
Podle Grace Davieové, britské socioložky zabývající se náboženstvím, je možné vyšší míru náboženskosti ve Spojených státech oproti Evropě přičítat zejména fungujícímu náboženskému trhu a odlišnému historickému vývoji. Americké církve fungují na principu soupeřících podniků, v nichž lidé zakládají své členství dobrovolně, na rozdíl od Evropy, kde církev byla v minulosti tradičně spjata se státem a je tedy vnímána spíše jako druh veřejné služby s členstvím obvykle založeným na povinnosti.

## Sekularizace v Československu a v Česku
Po první světové válce došlo k omezení vlivu katolické církve a šlechty. Roku 1919 byl zaveden fakultativní občanský sňatek (i přes návrh zákona se zrušení církevního sňatku nepodařilo prosadit). Avšak Tomáš Garrigue Masaryk považoval úroveň sekularizace za nedostatečnou.
Po druhé světové válce klesl význam náboženství v celé západní Evropě. Instituce ztratily svůj vliv na život většiny obyvatel. V Československu a v zemích s komunistickými vládami obecně bylo náboženství úmyslně potlačováno, znehodnocováno. Mnoho kněží bylo popraveno nebo uvězněno, majetek církví propadl státu a zbylá činnost náboženských organizací byla pod velkou kontrolou státní moci. Tyto praktiky se velmi podepsaly na ústupu náboženství a ztrátě vlivu církevních institucí.
Specifická byla i situace po pádu komunistických režimů v roce 1989. Veřejnost měla velká očekávání, co se týče návratu náboženství jako součásti života. Církev však tato očekávání nedokázala dostatečně využít a spíše se soustředila na problémy s restitucí majetku a „vnitřní očistu“ svých struktur z dob komunistického režimu. Nakonec došlo mezi obyvateli k převaze pragmatismu a veřejný význam náboženství začal opět slábnout. Církevní restituce v Česku mají dokončit odluku státu od církve, kterou Masaryk roku 1918 požadoval.>

## Současný význam a neosekularizace
Současný hlavní význam je sociologický a znamená proces postupného mizení náboženství a jeho vlivu z veřejného prostoru – ať už ve smyslu ztráty politického vlivu nebo ve smyslu poklesu podílu věřících ve společnosti. Na základě zkušenosti evropského novověku vznikla už v 18. století osvícenská teorie o automatickém úpadku a mizení náboženství, která převládla v 19. a 20. století a prosadila se v komunismu, v extrémní podobě v Albánii, jež roku 1967 náboženství pod trestem zakázala.
Sekularizace v tomto smyslu však proběhla pouze v evropských a „křesťanských“ zemích. Na základě mimoevropských zkušeností i některých jevů v posledních desetiletích však mnozí sociologové o platnosti této teorie pochybují. Americký politolog Ronald Inglehart na základě celosvětového průzkumu hodnot poukázal také na to, že v sekularizovaných společnostech pravidelně dochází k úbytku porodů a tím k demografickému poklesu.
Pojem sekularizace se v dnešní době nejvíce používá v oblasti sociologie náboženství. Nejvíce se diskutovalo o teorii neosekularismu (Mark Chaves). Ta k tradiční sekularizaci přidává myšlenku ztrácejícího se vlivu náboženských autorit na problémy mimo náboženství (např. eutanazie, potrat). Neosekularisté tvrdí, že ke snižování vlivu dochází, i když se počet věřících nesnižuje.
Mezi další současná témata sekularizace patří její ovlivnění imigrací a vliv demografických sil. Průzkumy provedené v Londýně ukázaly, že v důsledku imigrace se počet věřících zvyšuje, přestože se počet rodilých věřících obyvatel snižuje. Podle dalších průzkumů demografické síly způsobují odklon jednotlivců od náboženství i v radikálních náboženských společnostech.

## Desekularizace
Desekularizace je označení pro proces, při kterém je vliv náboženství ve společnosti opět posilován prostřednictvím náboženských hodnot, institucí či symbolů. Proces nemusí být dobrovolný podobně jako rekatolizace.
Peter Berger, hlavní obhájce desekularizace, tvrdí: „Předpoklad, že žijeme v sekularizovaném světě, je chybný. Dnešní svět je tak zuřivě náboženský, jako býval vždy.“
Jako příklad uvádí Berger Spojené státy americké, kde éra modernizace nebyla doprovázena sekularizací, jak dokládají například stále hojně navštěvované bohoslužby v zemi.